# NGC 622
NGC 622 је спирална галаксија у сазвежђу Кит која се налази на NGC листи објеката дубоког неба.
Деклинација објекта је + 0° 39' 49" а ректасцензија 1h 36m 0,1s. Привидна величина (магнитуда) објекта NGC 622 износи 13,0 а фотографска магнитуда 13,8. NGC 622 је још познат и под ознакама UGC 1143, MCG 0-5-14, MK 571, IRAS 01334+0024, UM 343, KARA 56, CGCG 386-16, PGC 5939.